# Giovanni Currò
Giovanni Currò (Messina, 30 agosto 1986) è un politico italiano.

## Biografia
Si laurea in Economia all'Università degli Studi di Milano-Bicocca nel 2012. Svolge la professione di dottore commercialista nella sua città, Como, in particolare nel campo delle consulenze tecniche d'ufficio riguardante le valutazioni di azienda e come curatore fallimentare del Tribunale di Como. Specializzato nel campo contabile nazionale e internazionale, è esperto fiscalista e redattore di bilanci nazionali e esteri.

## Attività politica
Si avvicina alla politica nel 2013 come attivista del Movimento 5 Stelle, facendo parte per molti anni del Gruppo di lavoro Economia del Meetup di Como.
Alle elezioni politiche del 2018 si candida con il Movimento 5 Stelle alla Camera dei Deputati nel collegio plurinominale Lombardia 2 - 02, dove è eletto deputato. È membro dal 2018 della VI Commissione Finanze e della Commissione Bicamerale di vigilanza sull'anagrafe tributaria. Nel luglio 2020 viene eletto Vicepresidente della Commissione Finanze. 
Alle elezioni politiche del 2022 è ricandidato alla Camera per il Movimento 5 Stelle nel collegio uninominale Lombardia 2 - 03, dove totalizza il 6,92% e termina in quarta posizione (ottiene il seggio Nicola Molteni del centrodestra con il 53,64%), e come capolista nel collegio plurinominale Lombardia 2 - 02, senza risultare eletto. 